# Eratosthenes
Eratosthenes van Cyrene (Oudgrieks: Ἐρατοσθένης ὁ Κυρηναῖος) (Cyrene, tussen 276 v.Chr. en 273 v.Chr. – Alexandrië, ca. 194 v.Chr.) was een Grieks geleerde, die in bloeitijd van de hellenistische wetenschappen leefde. Hij staat te boek als uiterst veelzijdig en is het meest bekend geworden door zijn schatting van de omtrek van de aarde.

## Achtergrond
Hij werkte als wiskundige, geograaf, astronoom, historicus, geleerde, filosoof en dichter. In opdracht van de Egyptische koningen uit de dynastie der Ptolemaeën leidde hij de bibliotheek van Alexandrië, de belangrijkste bibliotheek uit de oudheid, ongeveer veertig jaar als hoofdbibliothecaris. Met zijn uitstekende faciliteiten bood deze bibliotheek hem een ideale werkomgeving. Beroemd is hij in de eerste plaats als de grondlegger van de wetenschappelijke geografie.
Zijn op zorgvuldige metingen gebaseerde bepaling van de omtrek van de aarde behoort tot de bekendste wetenschappelijke prestaties uit de oudheid. Naast het onderzoek wijdde hij zich ook aan het verzamelen en organiseren van reeds voor handen zijnde kennis. Van zijn talrijke verloren werken is slechts een fractie door citaten en verslagen van latere auteurs bekend. Hierdoor is het moeilijk om zijn levenswerk goed op waarde te schatten.
Als eerste geleerde uit de oudheid beschreef Eratosthenes zichzelf als "filoloog". Onder de filologie verstond hij niet alleen het zich bezighouden met de taal- en literatuurwetenschap, maar in algemene zin een veelzijdige geleerdheid. Kenmerkend voor zijn onbevangen houding tegenover ingebakken overtuigingen is zijn kritiek op de dichters. Hij ontzag zich zelfs niet om de hoogste Griekse autoriteit op literair gebied, Homerus, te bekritiseren. De beschrijvingen van Homerus waren naar zijn mening niet waarheidsgetrouw, omdat Homerus zijn verzen had geschreven met als doel de luisteraars te onderhouden, niet om hen iets te leren.

## Leven

### Afkomst
Eratosthenes werd geboren in Cyrene (in het oosten van het hedendaagse Libië).

### Studietijd
Eratosthenes studeerde in Alexandrië, destijds het belangrijkste centrum van wetenschap. Aansluitend studeerde hij ook enkele jaren in Athene. Zijn leraren daar waren de grammaticus Lysanias van Cyrene, de stoïcijnse filosoof Ariston van Chios en de platonist Arcesilaus. Ariston, die zich alleen voor de ethiek interesseerde en die natuurwetenschappelijke studies voor onbelangrijk hield, heeft naar het schijnt geen duurzame invloed op Eratosthenes gehad. Veel sterker was klaarblijkelijk de invloed die op Eratosthenes werd uitgeoefend door filosofen die aan de Platoonse academie verbonden waren, dit aangezien zijn latere uitingen over filosofische onderwerpen er op duiden dat hij platonist was.

### Benoeming tot hoofdbibliothecaris
De Egyptische koning Ptolemaeus III Euergetes liet Eratosthenes waarschijnlijk rond 245 v.Chr, kort nadat hij zelf aan de macht was gekomen, vanuit Athene naar Alexandrië overkomen. Eratosthenes was toen rond de dertig jaar. Het lijkt erop dat de jonge geleerde op die jonge leeftijd al een uitstekende reputatie genoot, waarbij zijn poëtische en wiskundig-filosofische prestaties op de voorgrond stonden; zijn geografische, taalkundige en historische verwezenlijkingen zouden pas later, toen hij al in Alexandrië werkte, ontstaan. De koning benoemde hem tot het derde hoofd van de bibliotheek van Alexandrië, nadat zijn voorganger in dit ambt, Apollonius van Rhodos, als gevolg van meningsverschillen met Ptolemaeus III ontslag had genomen.
De bibliotheek van Alexandrië, in de gelijknamige hoofdstad van het Ptolemaeïsche Egypte was in zijn tijd het centrum van studie en wetenschap in de hellenistische wereld.
Vanaf ongeveer het midden van de jaren dertig van de derde eeuw v.Chr. onderwees Eratosthenes tevens de zoon en toekomstige opvolger van de koning, Ptolemaeus IV Philopator, die de troon in 222 v.Chr. zou bestijgen.

### Bijdragen aan de wetenschap
Eratosthenes leverde een aantal belangrijke bijdragen aan de wiskunde en de natuurwetenschappen. Hij was een goede vriend van Archimedes. Rond 255 v.Chr. vond hij het armillarium uit. In Over de cirkelvormige bewegingen van de hemellichamen crediteerde Cleomedes hem rond 240 v.Chr. de omtrek van de aarde te hebben berekenend. Hierbij maakte hij gebruik van kennis over de elevatiehoek van de zon op 12 uur 's middags (zonnetijd) op de langste dag (begin van de zomer) in Alexandrië en op Elephantine-eiland in de buurt van Syene (het huidige Aswan) beide in Egypte.

### Kritiek op Aristoteles
Eratosthenes bekritiseerde Aristoteles voor het argument dat de mensheid was verdeeld in Grieken en Barbaren en dat de Grieken naar raszuiverheid moesten streven. Eratosthenes hing de overtuiging aan dat elke natie haar goede en slechte kanten had.

### Ziekte en overlijden
Tegen 195 v.Chr. werd Eratosthenes blind. Hij stierf in 194 v.Chr. op tweeëntachtigjarige leeftijd. Naar verluidt maakte hij een eind aan zijn leven door niets meer te eten.

### Vermeende arrogantie
Hij stond bekend om zijn arrogantie, want hij beschouwde zichzelf als op zijn minst de op een-na-beste op vele terreinen van wetenschap. Hierdoor noemde hij zichzelf graag bij de naam Beta (β is de tweede letter van het Griekse alfabet).

## Werk

### Omtrek van de aarde

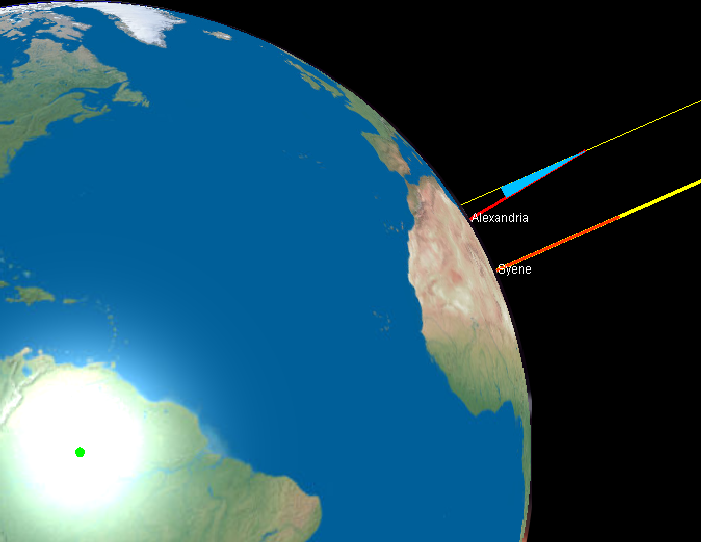
De meting van de aardomtrek

Eratosthenes stelde vast dat de zon op 21 juni (zonnewende) precies recht boven de Egyptische stad Syene (Aswan) stond. Dit was te zien doordat de bodem van een diepe put zichtbaar was door het zonlicht. Zou je een stok in de buurt van de put rechtop neerzetten, dan zou die geen schaduw geven. In Alexandrië is er wel altijd een schaduw. Hij begreep onmiddellijk dat de aarde daarom bolvormig moest zijn en dat als hij de afstand tussen Syene en Alexandrië zou weten, hij de omtrek van de aarde kon bepalen. Eratosthenes mat de lengte van de schaduw van een zeer hoge toren in Alexandrië. Het is onbekend hoe hoog de toren was en wat de lengte van de schaduw was die hij mat, maar hij berekende daaruit dat de zonnestralen een hoek van 1/50 deel van een cirkel maken met de toren. Daar hij aannam dat Syene precies ten zuiden van Alexandrië lag, dan moest de omtrek van de aarde 50 keer de afstand tussen Syene en Alexandrië zijn. Eratosthenes schatte deze afstand op 5000 stadiën, een schatting die onder meer tot stand kwam met reisverslagen van kamelenkaravanen. De omtrek van de aarde stelde hij hierdoor op 250.000 stadiën. Het is niet met zekerheid bekend hoe lang zijn "stadium" was. In de hedendaagse schriften wordt gesproken van een lengte tussen de 157 en 209 meter, waarvan de lengte rond 185 meter de meest waarschijnlijke is. Dit levert een omtrek van de aarde van ongeveer 46.000 km op. De werkelijke omtrek van de aarde is 40.075 km (equatoriaal). De schatting van Eratosthenes is, gelet op het feit dat hij niet de beschikking had over nauwkeurige meetinstrumenten, opvallend nauwkeurig.

### Priemgetallen
Eratosthenes stelde een eenvoudig algoritme op voor het vinden van priemgetallen. Dit algoritme is naar Eratosthenes vernoemd als de zeef van Eratosthenes.
In de getaltheorie, een deelgebied van de wiskunde, is de zeef van Eratosthenes (Oudgrieks: κόσκινον Ἐρατοσθένους), een van een aantal priemgetalzeven, een eenvoudige priemgetaltest voor het vinden van alle priemgetallen onder een bepaalde grens. Het algoritme doet dit door het iteratief markeren als een samengesteld getal (dus geen priemgetal) van de veelvouden van elk priemgetal, te beginnen met de veelvouden van 2, tot de wortel van dit grensgetal. De veelvouden van elk gegeven priemgetal worden beginnend vanaf dat priemgetal, als een rij van getallen gegenereerd met hetzelfde verschil (gelijk aan het priemgetal) tussen de opeenvolgende getallen. Alle overblijvende getallen die niet als veelvouden zijn gekarakteriseerd nadat het grootste getal kleiner dan de wortel van dit priemgetal deze procedure heeft doorlopen is een priemgetal. Dit afvinken van veelvouden is het belangrijkste onderscheid van de zeef van Erastosthenes met het gebruik van proefdelingen om elk kandidaatgetal opeenvolgend te testen op deelbaarheid door elk priemgetal.

### Geschiedschrijving
Behalve voor de exacte wetenschappen was hij ook belangrijk voor de geschiedschrijving door zijn chronologieën en zijn werk over de mythen en legenden van figuren die in sterren zijn veranderd.

## Trivia
Naar Eratosthenes is een krater op de Maan genoemd.

## Voetnoten
1. ↑  Voor een chronologisch overzicht zie Geus (2002) blz. 26-30 en Fuentes González (2000) blz. 193, 199.
2. ↑    - blz. 439 Vol. 1 William Woodthorpe Tarn Alexander the Great. Vol I, Narrative, Vol II, Sources and Studies. Cambridge: Cambridge University Press, 1948. (New ed., 2002 (paperback, ISBN 0-521-53137-3)).
3. ↑  Gearchiveerde kopie. Gearchiveerd op 18 januari 2017. Geraadpleegd op 16 januari 2017.
4. ↑  http://www.jstor.org/stable/295030?seq=1#page_scan_tab_contents
5. ↑  Eratosthenes and Hyginus. "Constellation Myths with Aratus's Phaenomena". Ed. R. Hard. Oxford: Oxford University Press, 2015, p. xviii.

- Bibsys: 95001492
- Biblioteca Nacional de España: XX1128886
- Bibliothèque nationale de France: cb12483904c (data)
- Catàleg d'autoritats de noms i títols de Catalunya: 981058511927606706
- CiNii: DA11746617
- Gemeinsame Normdatei: 118530674
- International Standard Name Identifier: 0000 0000 8148 6989
- Library of Congress Control Number: n82081073
- Nationale Bibliotheek van Tsjechië: ola2002161274
- Nationale bibliotheek van Australië: 61539745
- Nationale Bibliotheek van Israël: 987007260834505171
- Nationale Bibliotheek van Polen: a0000002204537
- Nationale en Universitaire bibliotheek Zagreb: 000765340
- Nederlandse Thesaurus van Auteursnamen: 072894563
- Réseau des bibliothèques de Suisse occidentale: 02-A003219717
- Istituto Centrale per il Catalogo Unico: SBLV121244
- LIBRIS: 261031
- Système universitaire de documentation: 034042709
- Trove: 1842420
- Virtual International Authority File: 69031816